# Хофстеде, Леннард
Леннард Хофстеде (нидерл. Lennard Hofstede, род. 29 декабря 1994 года в Пулдейке, Нидерланды) — нидерландский профессиональный шоссейный велогонщик, выступающий за команду Мирового тура «Team Sunweb».

## Достижения
2015
3-й Трофей Альмар
10-й Тур Савои-Монблана
2016
1-й  Рона — Альпы Изер Тур
1-й  Молодёжная классификация
1-й Этап 2
3-й Тур Бретани
4-й Льеж — Бастонь — Льеж U23
10-й Флеш Арденнаиз
2017
5-й Тур Дании
9-й Тур Йоркшира

## Статистика выступлений

### Гранд-туры
| Гонка           | 2017 |
| --------------- | ---- |
| Джиро д'Италия  | —    |
| Тур де Франс    | —    |
| Вуэльта Испании | НФ   |

| —  | Не участвовал  |
| НФ | Не финишировал |